# Gmina Ryglice
Die Gmina Ryglice ist eine Stadt-und-Land-Gemeinde im Powiat Tarnowski der Woiwodschaft Kleinpolen in Polen. Ihr Sitz ist die gleichnamige Stadt mit etwa 2850 Einwohnern.

## Gliederung
Zur Stadt-und-Land-Gemeinde (gmina miejsko-wiejska) Ryglice gehören neben der namensgebenden Stadt folgende acht Dörfer mit einem Schulzenamt:
Bistuszowa
Joniny
Kowalowa
Lubcza
Ryglice
Uniszowa
Wola Lubecka
Zalasowa